# Gemen & Bourg

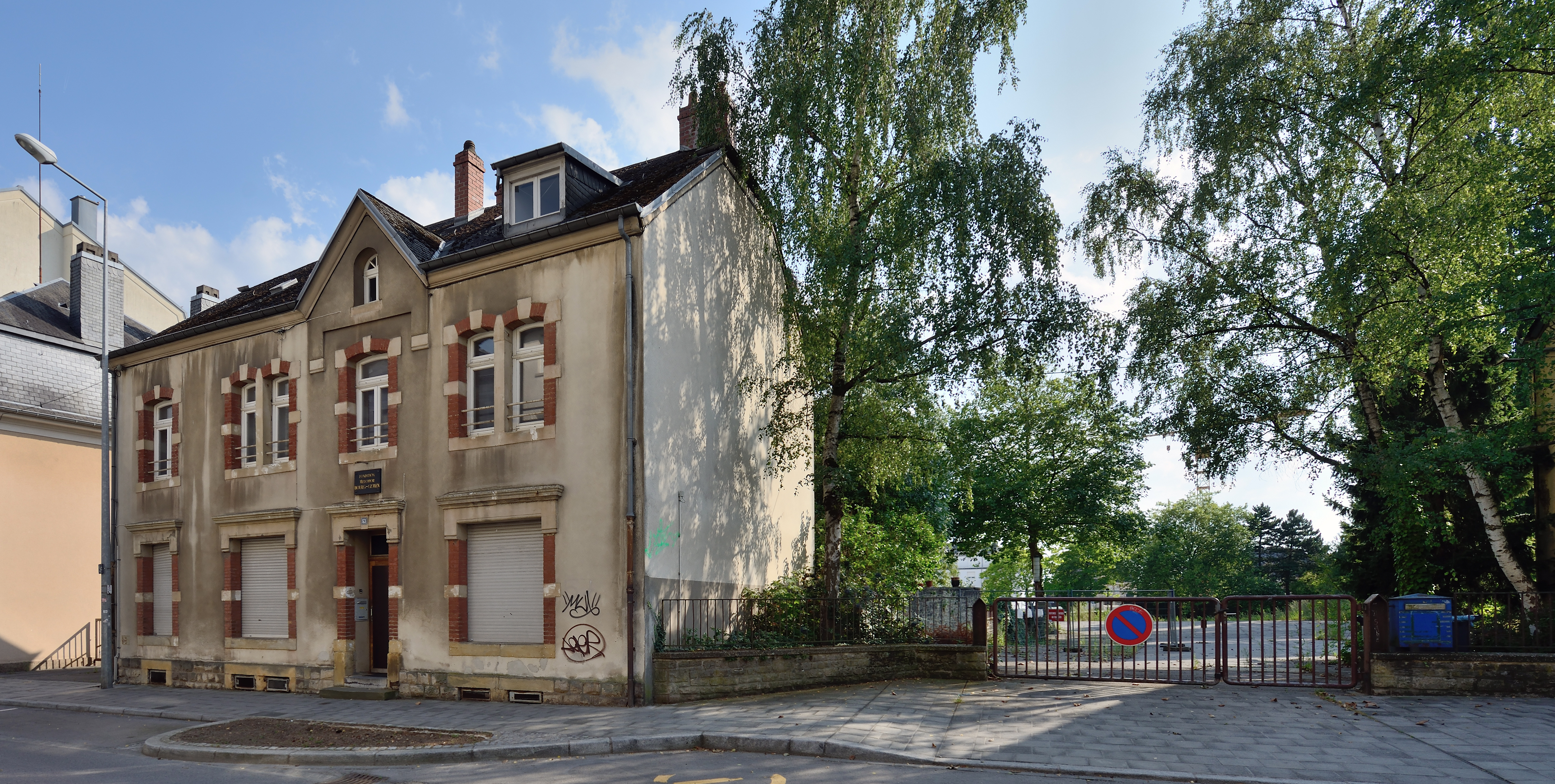
Voormalig hoofdkantoor van het bedrijf

Gemen & Bourg was een Luxemburgs bedrijf dat gespecialiseerd 
was in de teelt van rozen. De kwekerij besloeg ongeveer 35 hectare. Het bedrijf was actief van 1888 tot aan het begin van de Tweede Wereldoorlog. In tegenstelling tot de naburige bedrijven Soupert & Notting en Ketten Frères, waren Gemen & Bourg voornamelijk rozentelers, geen veredelaars. Van 1900 tot 1914 produceerde en verkocht Gemen & Bourg jaarlijks 2 tot 3 miljoen rozen. 

## Geschiedenis
Het bedrijf werd in 1988 in Limpertsberg opgericht door Charles Gemen (1863-1942) en Melchior Bourg (1861-1939). Het hoofdkantoor was aan de Avenue Pasteur 63. Melchior Bourg kwam uit een Limpertsbergse familie, Charles Gemen was destijds secretaris van de Kamer van Koophandel.
In 1893 begon het bedrijf met het publiceren van prijslijsten voor haar rozenplanten, die later werden verspreid als productcatalogi. In 1896 gaf het bedrijf het boek Les Roses, petit guide pratique pour la culture des rosiers uit, dat zo succesvol was dat het meerdere malen werd herdrukt.
Vanaf 1896 zette Melchior Bourg het bedrijf alleen voort, maar liet de naam van het bedrijf ongewijzigd.
In 1897 trouwde hij met de zus van Charles Gemen, Marie Gemen (1859–1925). Hun enige kind, Auguste Nicolas (Mely) (1898–1910) stierf op 12-jarige leeftijd. 

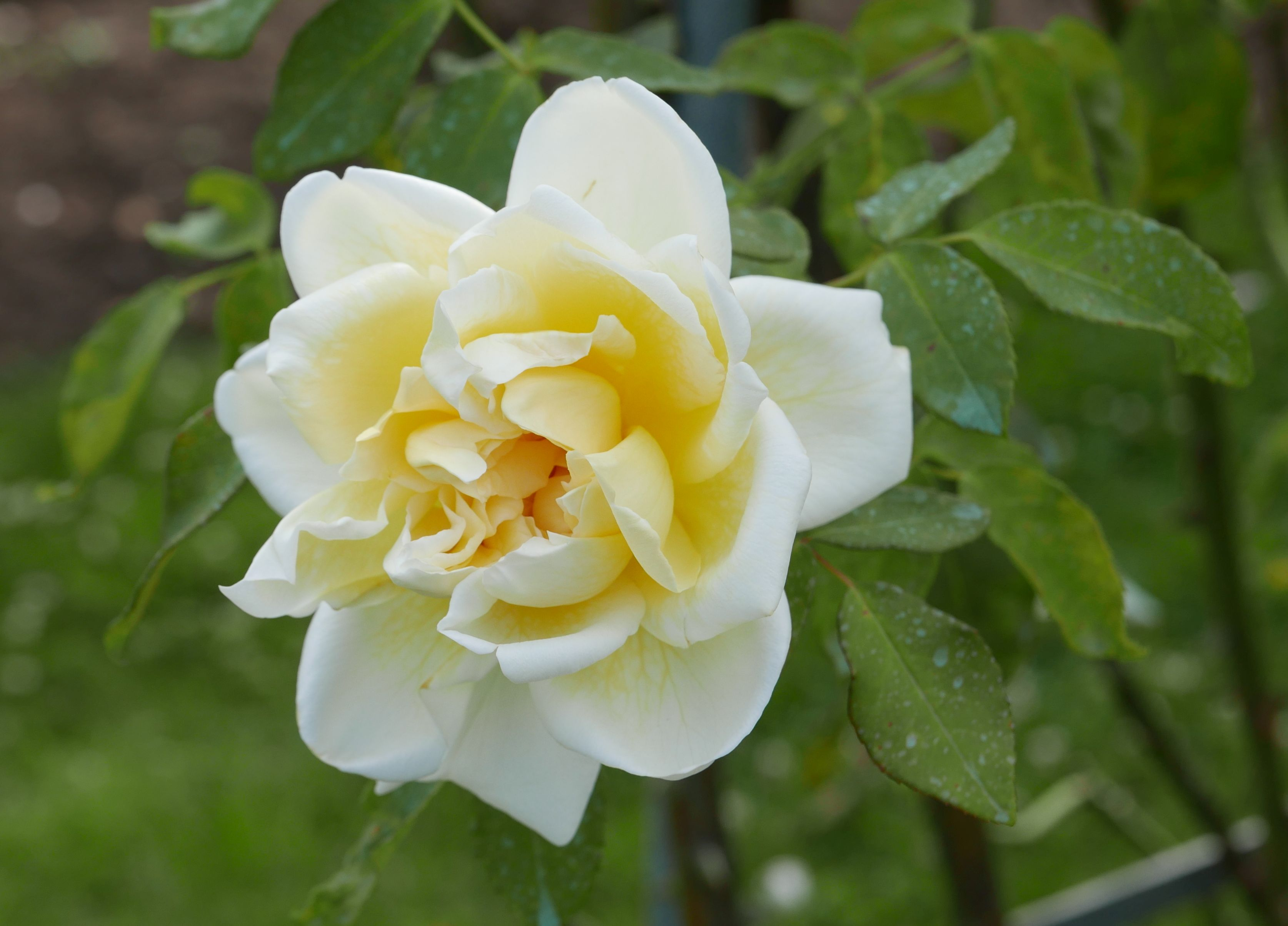
Rosa 'Mady' (1925)

Gemen & Bourg introduceerde slechts vijf eigen creaties, waaronder de rozen 'Berthe Gemen' (1899), 'Mady' (1925) en 'Belle Lilette' (1926). Berthe Gemen was de dochter van Charles Gemen. 'Mady' was opgedragen aan Mady Engel, een Luxemburgse activiste voor vrouwenrechten, ter gelegenheid van de invoering van het vrouwenkiesrecht in 1925.
De catalogus van 1926 bood 2.490 verschillende rozenvariëteiten en een aantal andere bloemen en zaden.
Omdat het echtpaar geen erfgenamen had, sloten ze in 1918 een verdrag met de stad Luxemburg waarin de overname van hun bedrijf werd geregeld. Na de dood van Melchior Bourg in 1939 was er tot 2005 een kleuterschool in het familiehuis gevestigd. Op de gevel werd een plaquette aangebracht met de naam Fondation Melchior Bourg-Gemen. In 2014 waren er plannen om het huis plaats te laten maken voor een nieuwe woonwijk, maar dit werd voorkomen.